# Aleksander Kłak
Aleksander Dominik Kłak, född den 24 november 1970 i Nowy Sącz, Polen, är en polsk fotbollsspelare som tog OS-silver i fotbollsturneringen vid de olympiska sommarspelen 1992 i Barcelona.